# Südafrikanische Badmintonmeisterschaft 2022
Die Südafrikanische Badmintonmeisterschaft 2022 fand vom 8. bis zum 10. Oktober 2022 statt

## Sieger und Platzierte
| Disziplin    | Gold                          | Silber                         | Bronze                            |
| ------------ | ----------------------------- | ------------------------------ | --------------------------------- |
| Herreneinzel | Robert Summers                | Ruan Snyman                    | Dillan Schaap                     |
| Herreneinzel | Robert Summers                | Ruan Snyman                    | Cameron Coetzer                   |
| Dameneinzel  | Diane Olivier                 | Stacey Kerr                    | Micheala Ohlson                   |
| Dameneinzel  | Diane Olivier                 | Stacey Kerr                    | Demi Botha                        |
| Herrendoppel | Chris Dednam Roelof Dednam    | Cameron Coetzer Robert Summers | Dillan Schaap Ruan Snyman         |
| Herrendoppel | Chris Dednam Roelof Dednam    | Cameron Coetzer Robert Summers | Daniel Steyn Raymond Ronne        |
| Damendoppel  | Debbi Godfrey Stacey Kerr     | Demi Botha Diane Olivier       | Lee Ann McManus Anri Schoonees    |
| Damendoppel  | Debbi Godfrey Stacey Kerr     | Demi Botha Diane Olivier       | Megan De Beer Cayleen Miller      |
| Mixed        | Robert Summers Anri Schoonees | Dorian James Megan De Beer     | Roelof Dednam Elaine Dednam       |
| Mixed        | Robert Summers Anri Schoonees | Dorian James Megan De Beer     | James Ann McManus Lee Ann McManus |